# Aotus lemurinus
Aotus lemurinus é um Macaco do Novo Mundo da família Aotidae. É nativo de florestas tropicais e subtropicais da América do Sul, ocorrendo na Colômbia e Equador.